# 大同江站
大同江站（朝鲜语：／ Taedonggang yŏk */?）是位于朝鮮民主主義人民共和國平壤船橋區域西南角的一個鐵路車站（而非位於大同江區域），距平壤站2.6公里。
平釜線、平德線經過。1906年啟用。

## 邻近车站
平釜线
平壤站 - 大同江站 - 力浦站
平德线
平壤站 - 大同江站 - 东平壤站